# شپرایتباخ
شپرایتباخ (به آلمانی: Spraitbach) یک شهر در آلمان است که در استالبکرایس واقع شده‌است. شپرایتباخ ۳٬۴۸۷ نفر جمعیت دارد.